# 尿罐草
尿罐草（学名：Corydalis moupinensis），为罂粟科紫堇属下的一个植物种。